# 黃河羅馬諾鮈
黃河羅馬諾鮈（学名：Romanogobio amplexilabris）为輻鰭魚綱鯉形目鲤科羅馬諾鮈屬的其中一種，該物種於1973年由Petre Mihai Bănărescu和Teodor T. Nalbant描述，分布於亞洲中國黃河流域，棲息在中底層水域。